# Дейвид Хейман
Дейвид Джонатан Хейман (на английски: David Jonathan Heyman) е британски филмов продуцент и основател на Хейдей Филмс. Известен е като основен продуцент на всички осем части от филмовата поредица Хари Потър (2001–2011), която е адаптирана по поредицата едноименни романи от Джоан Роулинг. По-късно той продуцира и трите части от филмовата поредица, явяваща се предистория на Хари Потър, Фантастични животни (2016–2022). И двете филмови поредици са част от франчайза Магьоснически свят. Работата му го превръща в третия най-успешен продуцент на всички времена. Хейман е номиниран за награда Оскар за най-добър филм за Гравитация (2013), Брачна история (2019) и Имало едно време в Холивуд (2019).

## Биография
Хейман е роден в Лондон в семейството на Джон Хейман, продуцент на филмите Посредникът (1971) и Исус (1979), и Норма Хейман (по баща Паунал), актриса и номиниран за Оскар продуцент на филмите Опасни връзки (1988) и Госпожа Хендерсън представя (2005). Неговите баба и дядо по бащина линия са германски евреи, които напускат Нацистка Германия и емигрират в Англия преди Втората световна война, докато семейството на майка му е английско. На 7-годишна възраст е паж на сватбата на своята кръстница Даяна Дорс с актьора Алън Лейк. Хейман учи в Уестминстърското училище и след дипломирането си решава да учи в чужбина. Учи история на изкуството в Харвардския университет.

## Кариера
Хейман започва работа във филмовата индустрия като асистент на Дейвид Лийн в продукцията Пътуване до Индия, а през 1986 г. става творчески изпълнител в Уорнър Брос и е асистент на Марк Кантън. През 1987 г. той е вицепрезидент на Юнайтед Артистс. Впоследствие започва независима продуцентска кариера с първия си филм Juice (1992), последван от култовия The Stoned Age (1994).
През 1997 г. Хейман се завръща в Лондон и основава своя собствена продуцентска компания – Хейдей Филмс. Оттогава той продуцира редица филми, включително филмовите адаптации за Хари Потър. Други забележителни продукции през това време включват блокбъстъра от 2007 г. Аз съм легенда и филмите от 2008 г. Момчето с раираната пижама , Има ли някой там? и Навитакът.
След като приключва работата по филмите за Хари Потър, Хейман се събира отново с режисьора на Хари Потър и Затворникът от Азкабан Алфонсо Куарон, за да продуцира научнофантастичния трилър от 2013 г. Гравитация, с участието на Сандра Бълок и Джордж Клуни. Филмът печели повече от 700 милиона долара по целия свят и е номиниран за десет награди Оскар, включително за най-добър филм, печелейки седем, включително за най-добър режисьор за Куарон. Той също така продуцира комедията Семейство Милър от 2013 г. и семейния филм Падингтън от 2014 г. , за който е номиниран за Награда Александър Корда за най-добър британски филм.
През 2016 г. Хейман продуцира за Уорнър Брос филмовата адаптация Фантастични животни и къде да ги намерим от Джоан Роулинг, последвана от двете ѝ продължения Фантастични животни: Престъпленията на Гринделвалд (2018) и Фантастични животни: Тайните на Дъмбълдор (2022).
През 2020 г. той печели наградата Златен глобус за най-добър филм – мюзикъл или комедия за Имало едно време в Холивуд с Куентин Тарантино, като и двамата са номинирани за „Оскар“ за най-добър филм. В допълнение, Хейман също е номиниран за същата награда за Брачна история с Ноа Баумбах.

## Личен живот
Хейман живее в Пимлико, Лондон, и е женен за интериорната дизайнерка Роуз Униак. Двата имат един син. Хейман е втори баща на четири деца от предишния брак на съпругата си.

## Филмография
Дейвид Хейман е продуцент на всички продукции, освен ако не е отбелязано друго.

### Филми
- Juice (1992)
- The Stoned Age (1994)
- The Daytrippers (1996), изпълнителен продуцент
- Ravenous (1999)
- Хари Потър и Философският камък (2001)
- Хари Потър и Стаята на тайните (2002)
- Крадец на животи (2004), изпълнителен продуцент
- Хари Потър и Затворникът от Азкабан (2004)
- Хари Потър и Огненият бокал (2005)
- Хари Потър и Орденът на феникса (2007)
- Аз съм легенда (2007)
- Момчето с раираната пижама (2008)
- Is Anybody There? (2008)
- Навитакът (2008)
- Хари Потър и Нечистокръвния принц (2009)
- Хари Потър и Даровете на Смъртта: част 1 (2010)
- Хари Потър и Даровете на Смъртта: част 2 (2011)
- Семейство Милър (2013), изпълнителен продуцент
- Гравитация (2013)
- Testament of Youth (2014)
- Падингтън (2014)
- The Light Between Oceans (2016)
- Фантастични животни и къде да ги намерим (2016)
- Падингтън 2 (2017)
- Фантастични животни: Престъпленията на Гринделвалд (2018)
- Имало едно време в Холивуд (2019)
- Брачна история (2019)
- The Secret Garden (2020)
- Фантастични животни: Тайните на Дъмбълдор (2022)
- White Noise (2022)
- Барби (2023)
- Уонка (2023)

### Телевизия
- Blind Justice (1994)
- Threshold (2005), изпълнителен продуцент
- Awkward Situations for Men (2010), изпълнителен продуцент
- Page Eight (2011)
- The Thirteenth Tale (2013)
- Turks & Caicos (2014), изпълнителен продуцент
- Salting the Battlefield (2014), изпълнителен продуцент
- The Long Song (2018), изпълнителен продуцент
- The InBetween (2019), изпълнителен продуцент
- The Capture (2019), изпълнителен продуцент
- Приключенията на Падингтън (2020), изпълнителен продуцент
- Clickbait (2021), изпълнителен продуцент
- Apples Never Fall (2024), изпълнителен продуцент
- Хари Потър (2026–), изпълнителен продуцент

Като актьор
- Bloomfield (1970) – Елдад
- Cookin' (1998) – Пино Ноар
- Ravenous (1999) – Господин Янус
- Whipped (2000) – Костюмиран мъж
- Heartless (2006) – Тед
- Хари Потър и Орденът на феникса (2007) – Лечител в портрет (некредитиран)
- Хари Потър и Даровете на Смъртта: част 2 (2011) – Вечерящ магьосник в портрет (некредитиран)

Благодарности
- Моето лято на любовта (2004)